# FC Dnepr Moghilău
FC Dnepr Moghilău este o echipă de fotbal din Moghilău, Belarus.

## Titluri
- Prima Ligă Bielorusă: 1

1998

## Lotul actual de jucători (2009-2010)
Din iunie, 2009.
| Nr. |         | Poziție | Jucător                    |
| --- | ------- | ------- | -------------------------- |
| 1   | Belarus | P       | Ruslan Kapantsow           |
| 2   | Belarus | F       | Yawhen Kapaw               |
| 3   | Ucraina | F       | Andriy Honchar             |
| 4   | Belarus | F       | Dzyanis Obrazaw            |
| 5   | Belarus | F       | Eduard Zhawneraw           |
| 6   | Belarus | F       | Uladzimir Shuneyka         |
| 7   | Belarus | F       | Alyaksandr Bychanok        |
| 8   | Belarus | A       | Anton Bardok               |
| 9   | Ucraina | A       | Vitaliy Bondarev           |
| 10  | Belarus | M       | Anton Matsveenka           |
| 11  | Ucraina | M       | Dmytro Tereshchenko        |
| 12  | Camerun | M       | Eric Arsène Bayemi Maemble |
| 14  | Belarus | A       | Dzmitry Turlin             |

| Nr. |         | Poziție | Jucător             |
| --- | ------- | ------- | ------------------- |
| 15  | Belarus | M       | Alyaksandr Raewski  |
| 16  | Rusia   | P       | Igor Dayneko        |
| 17  | Belarus | A       | Andrey Latypaw      |
| 18  | Rusia   | M       | Maksim Berdnik      |
| 20  | Ucraina | M       | Oleksiy Tupchiy     |
| 22  | Belarus | F       | Kanstantsin Lepin   |
| 25  | Belarus | P       | Ilya Matalyha       |
| 26  | Camerun | M       | Gabriel Noah        |
| 29  | Belarus | A       | Alyaksandr Sazankow |
| 32  | Belarus | A       | Andrey Lyasyuk      |
| 37  | Ucraina | F       | Roman Kislyakov     |
| 77  | Ucraina | M       | Oleksiy Prytulyak   |
| 92  | Belarus | M       | Dzmitry Kalachow    |